# Exerodonta catracha
Exerodonta catracha es una especie de anfibios de la familia Hylidae. Es endémica de Honduras.
Sus hábitats naturales incluyen montanos secos, ríos y marismas de agua dulce. Está amenazada de extinción por la destrucción de su hábitat natural.